# Dolmen von Ponsat

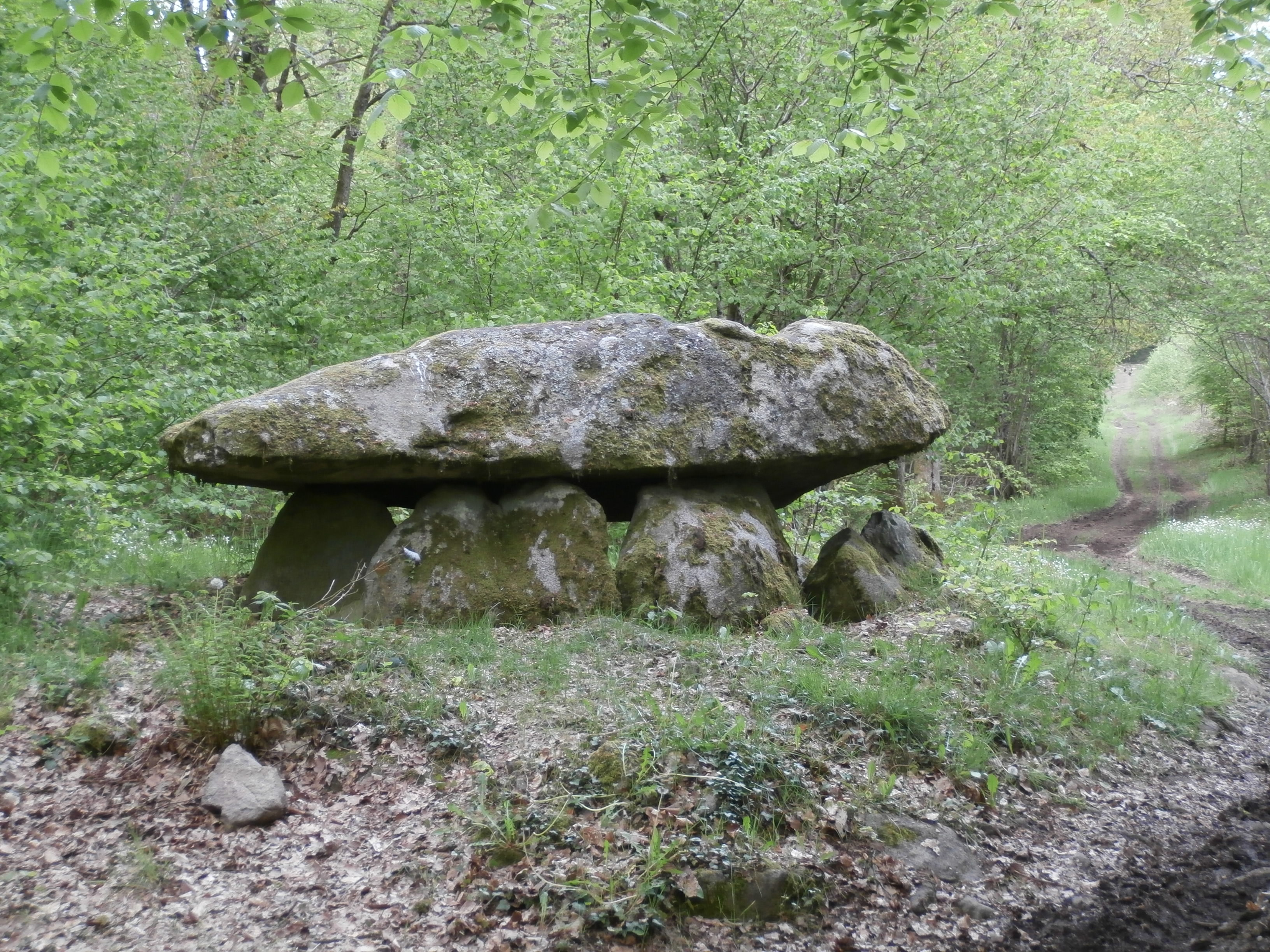
Dolmen von Ponsat

Der Dolmen von Ponsat (auch Pierre Levée genannt) liegt nordwestlich von Saint-Georges-la-Pouge und ist der größte Dolmen im Departement Creuse in Frankreich. Dolmen ist in Frankreich der Oberbegriff für neolithische Megalithanlagen aller Art (siehe: Französische Nomenklatur).
Der Dolmen von Ponsat ist ein Dolmen vom Typ angevin (auch Dolmen vom Loire-Typ genannt). Er besteht aus neun Tragsteinen, die von einem einzigen etwa 4,8 × 3,0 m großen Deckentisch bedeckt werden. Die Überreste des Tumulus haben etwa 12,0 m Durchmesser.
Der Dolmen wurde 1929 als Monument historique eingestuft.